# Chavanges (tổng)
Tổng Chavanges là một tổng của Pháp nằm ở tỉnh Aube trong vùng Grand Est.
Tổng này được tổ chức xung quanh Chavanges ở quận Bar-sur-Aube. 

## Hành chính
| Giai đoạn | Ủy viên      | Đảng | Tư cách |
| --------- | ------------ | ---- | ------- |
| 2008-2014 | Joëlle Pesme | DVD  |         |
| 2001-2008 | Joëlle Pesme | DVD  |         |

## Các đơn vị hành chính
Tổng Chavanges bao gồm 16 xã với dân số 2 084 người (điều tra năm 1999, dân số không tính trùng).
| Xã                        | Dân số | Mã bưu chính | Mã insee |
| ------------------------- | ------ | ------------ | -------- |
| Arrembécourt              | 41     | 10330        | 10010    |
| Aulnay                    | 118    | 10240        | 10017    |
| Bailly-le-Franc           | 35     | 10330        | 10026    |
| Balignicourt              | 94     | 10330        | 10027    |
| Braux                     | 121    | 10500        | 10059    |
| Chalette-sur-Voire        | 134    | 10500        | 10073    |
| Chavanges                 | 689    | 10330        | 10094    |
| Donnement                 | 111    | 10330        | 10128    |
| Jasseines                 | 148    | 10330        | 10175    |
| Joncreuil                 | 87     | 10330        | 10180    |
| Lentilles                 | 108    | 10330        | 10192    |
| Magnicourt                | 69     | 10240        | 10214    |
| Montmorency-Beaufort      | 121    | 10330        | 10253    |
| Pars-lès-Chavanges        | 70     | 10330        | 10279    |
| Saint-Léger-sous-Margerie | 81     | 10330        | 10346    |
| Villeret                  | 57     | 10330        | 10424    |

## Thông tin nhân khẩu
| 1962                                                     | 1968  | 1975  | 1982  | 1990  | 1999  |
| -------------------------------------------------------- | ----- | ----- | ----- | ----- | ----- |
| 2 430                                                    | 2 702 | 2 425 | 2 229 | 2 170 | 2 084 |
| Nombre retenu à partir de 1962 : dân số không tính trùng |       |       |       |       |       |